# Sundvolden Grand Prix 2017
Sundvolden Grand Prix 2017 var den 7. udgave af endagsløbet Sundvolden Grand Prix og blev arrangeret 6. maj 2017 af Ringerike Sykkelklubb. Løbet var klassificeret som kategori 1.2 af UCI, og der var også et eget juniorløb.
Ruten for hovedløbet startede ved Sundvolden Hotel og gik via Åsa, Hesselberg, Busund, Ask, Drolsum, Vikersund, Røine, Egge, Lyngås, Sylling, Røine, Sylling, Skaret, Utvika, Sundvolden Hotel og op til mål ved Kleivstua på toppen af Krokkleiva. De sidste 4,5 km havde en gennemsnitlig stigning på 7,5 %. Juniorerne cyklede en noget kortere rute hvor man droppede at cykle omkring Steinsfjorden og runden syd for Sylling. Begge ruter var magen til de som blev brugt i 2016-udgaven.
Hovedløbet blev vundet af danske Rasmus Guldhammer fra Team VéloCONCEPT, som dermed blev den første til at vinde løbet mere end én gang. Løbet fik ellers opmærksomhed for en række styrt i et sving i nærheden af Egge, hvor et parti med løs grus førte til problemer for mange af rytterne.

## Resultater
Af 171 tilmeldte ryttere i hovedløbet startede samtlige, mens 43 fuldførte.
| \| Samlede stilling \| Samlede stilling \| Samlede stilling \| Samlede stilling \| Samlede stilling \| \| Rytter \| Rytter \| Hold \| Tid \| \| \| ---------------- \| -------------------- \| -------------------------- \| ---------------- \| ---------------- \| \| 1. \| Rasmus Guldhammer \| VéloCONCEPT \| 3t 50' 53" \| \| \| 2. \| Carl Fredrik Hagen \| Joker Icopal \| + 0" \| \| \| 3. \| Audun Brekke Fløtten \| Uno-X Hydrogen Development \| + 0" \| \| \| 4. \| Andreas Vangstad \| Sparebanken Sør \| + 0" \| \| \| 5. \| Jonas Vingegaard \| ColoQuick-Cult \| + 0" \| \| \| 6. \| Niklas Eg \| VéloCONCEPT \| + 0" \| \| \| 7. \| Martin Toft Madsen \| BHS-Almeborg Bornholm \| + 27" \| \| \| 8. \| Øivind Lukkedal \| Team Coop \| + 30" \| \| \| 9. \| Chris Anker Sørensen \| Riwal Platform \| + 30" \| \| \| 10. \| Jonas Abrahamsen \| Uno-X Hydrogen Development \| + 38" \| \| |                      |                            |            |
| |                      |                            |            |
| Kilde: ProCyclingStats |                      |                            |            |
| Samlede stilling |                      |                            |            |
| Rytter | Rytter               | Hold                       | Tid        |
| 1. | Rasmus Guldhammer    | VéloCONCEPT                | 3t 50' 53" |
| 2. | Carl Fredrik Hagen   | Joker Icopal               | + 0"       |
| 3. | Audun Brekke Fløtten | Uno-X Hydrogen Development | + 0"       |
| 4. | Andreas Vangstad     | Sparebanken Sør            | + 0"       |
| 5. | Jonas Vingegaard     | ColoQuick-Cult             | + 0"       |
| 6. | Niklas Eg            | VéloCONCEPT                | + 0"       |
| 7. | Martin Toft Madsen   | BHS-Almeborg Bornholm      | + 27"      |
| 8. | Øivind Lukkedal      | Team Coop                  | + 30"      |
| 9. | Chris Anker Sørensen | Riwal Platform             | + 30"      |
| 10. | Jonas Abrahamsen     | Uno-X Hydrogen Development | + 38"      |

I juniorløbet var der 78 tilmeldte, 68 som startede og 49 som fuldførte.